# Liste entwidmeter Kirchen in der Evangelischen Kirche Berlin-Brandenburg-schlesische Oberlausitz

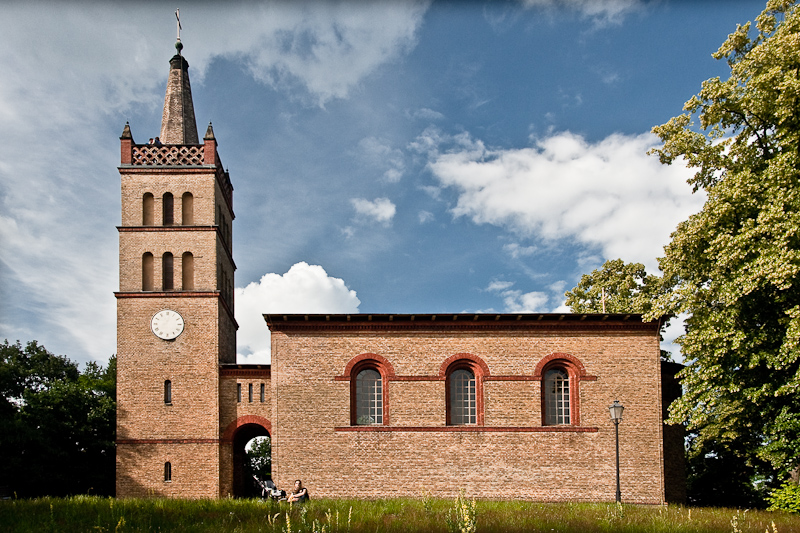
Dorfkirche in Petzow

Die Liste entwidmeter Kirchen in der Evangelischen Kirche Berlin-Brandenburg-schlesische Oberlausitz führt Kirchengebäude der Evangelischen Kirche Berlin-Brandenburg-schlesische Oberlausitz und ihrer Vorgängerkirchen auf, die entwidmet oder umgewidmet wurden. Sie wurden oder werden verkauft, umgebaut oder abgerissen.

## Liste
- Altlandsberg, Ortsteil Bruchmühle, Kirche: 1909 gebraucht erworbene Holzkirche errichtet, 5. Dezember 1909 eingeweiht, wegen Bauschäden 21. November 1976 letzter Gottesdienst, an privat verkauft und zu Wohnhaus umgebaut[1]
- Bartschendorf, Ortsteil von Dreetz (Brandenburg), Kirche Bartschendorf: erbaut ab 1798, entwidmet 2021, verkauft, in Privatbesitz
- Berlin, Ortsteil Gesundbrunnen, Martin-Luther-Kirche: 1962–63 erbaut, 2004 entwidmet und abgerissen[2]
- Berlin, Ortsteil Kreuzberg, Jesus-Kirche: 2014 entwidmet[3]
- Berlin, Ortsteil Kreuzberg, früher Friedrichsstadt, Jerusalemkirche: mittelalterlicher Vorgängerbau 1725–1731 durch Neubau ersetzt, nach Kriegszerstörungen 1961 gesprengt, Nachfolgebau von 1968 2007 entwidmet und als Veranstaltungsort genutzt
- Berlin, Ortsteil Mitte, Friedrichswerdersche Kirche: 1824–1831 erbaut, bis zur Kriegsbeschädigung 1945 für Gottesdienste genutzt, heute Skulpturenausstellung aus der Sammlung der Nationalgalerie (Berlin).
- Berlin, Ortsteil Mitte, Nikolaikirche: Erbaut im 13. Jahrhundert, 1938 entwidmet und an das Deutsche Reich abgegeben, im Zweiten Weltkrieg weitgehend zerstört, Kirchenruine 1969 an den Ost-Berliner Magistrat abgetreten.
Seit dem Wiederaufbau 1987 wird sie als Raum für Ausstellungen und Veranstaltungen genutzt.
- Berlin, Ortsteil Mitte, Versöhnungskirche: 1892–94 erbaut, 1961 geschlossen, 1985 gesprengt
- Berlin, Ortsteil Neukölln, Ananiaskirche: 1967 eingeweiht, 2012 entwidmet, 2013 abgerissen[4][5]
- Berlin, Ortsteil Prenzlauer Berg, Eliaskirche: 1910 eingeweiht, 2001 entwidmet, seit 2003 Nutzung als MACHmit! Museum für Kinder[6]
- Berlin, Ortsteil Prenzlauer Berg, Messiaskapelle: 1902 erbaut, entwidmet[7]
- Berlin, Ortsteil Wedding, Neue Nazarethkirche: 1891–93 erbaut, 1989 entwidmet, 1993 verkauft, Nutzung durch Evangelisch-freikirchliche Gemeinde Gottes Berlin
- Breydin, Ortsteil Tuchen, Dorfkirche Tuchen: 1711 in heutiger Form erbaut, in den 1990er Jahren entwidmet und an Kommune verkauft[8]
- Cottbus, Schlosskirche: 1714 eingeweiht, 2014 entwidmet, seit 2015 als Synagoge genutzt[9]
- Großräschen-Süd, Kirche: 1987 letzter Gottesdienst, um 1989 wegen Braunkohletagebaus abgerissen[10]
- Fürstenberg/Havel, Ortsteil Tornow, Kirche: aus dem 14. Jahrhundert, 2013 verkauft, Nachnutzung für private Zwecke[11]
- Havelsee, Ortsteil Briest, Dorfkirche: 1888–89 erbaut, um 2006 verkauft, Nachnutzung als Filmatelier
- Kloster Lehnin, Ortsteil Reckahn, Kirche Meßdunck: 1868–69 erbaut, 1998 entwidmet, heute als Veranstaltungsort genutzt[12]
- Löwenberger Land, Ortsteil Häsen, Kapelle: 2013 entwidmet[13]
- Merzdorf (Oberlausitz), Kirche: 1977 letzter Gottesdienst, 1979 wegen Braunkohletagebaus gesprengt
- Milower Land, Ortsteil Milow, Patronatskirche Leopoldsburg: im 18. Jahrhundert erbaut, 1964 geschlossen, seit 1999 Sparkassenfiliale[14]
- Neuruppin, Sankt Marien: 1801–06 erbaut, 1970 geschlossen, seit 2002 Kongress- und Veranstaltungszentrum
- Schwarzheide, Schwarzheide-Ost, Viktoria-Siedlung, Viktoria-Kapelle: 1922 erbaut, 2007 an privat verkauft, weiterhin gelegentliche kirchliche Nutzung[15]
- Temnitzquell, Ortsteil Rägelin, Wohnplatz Darsikow, Kirche: 1832 als Kapelle errichtet, in den 1970er Jahren letzter Gottesdienst, entwidmet und im Jahr 2009 an eine einheimische Familie verkauft.[16] 
Die Kapelle wurde durch einen eigens gegründeten Verein und mit Hilfe von Spendengeldern denkmalgerecht restauriert und dient seit dem Jahr 2015 wieder kirchlichen Zwecken.[17]
- Tzschelln, Kirche: 1978 wegen Braunkohletagebaus gesprengt
- Werder, Ortsteil Petzow, Dorfkirche: 1988 entwidmet, Nachnutzung für Veranstaltungen[18]

## Varia
- Die Stadtkirche Muskau, auch Deutsche Kirche genannt, in Bad Muskau wurde im April 1959 – veranlasst vom damaligen Rat des Kreises – aus politisch-ideologischen Gründen gesprengt.[19]